# Prandtauerkirche

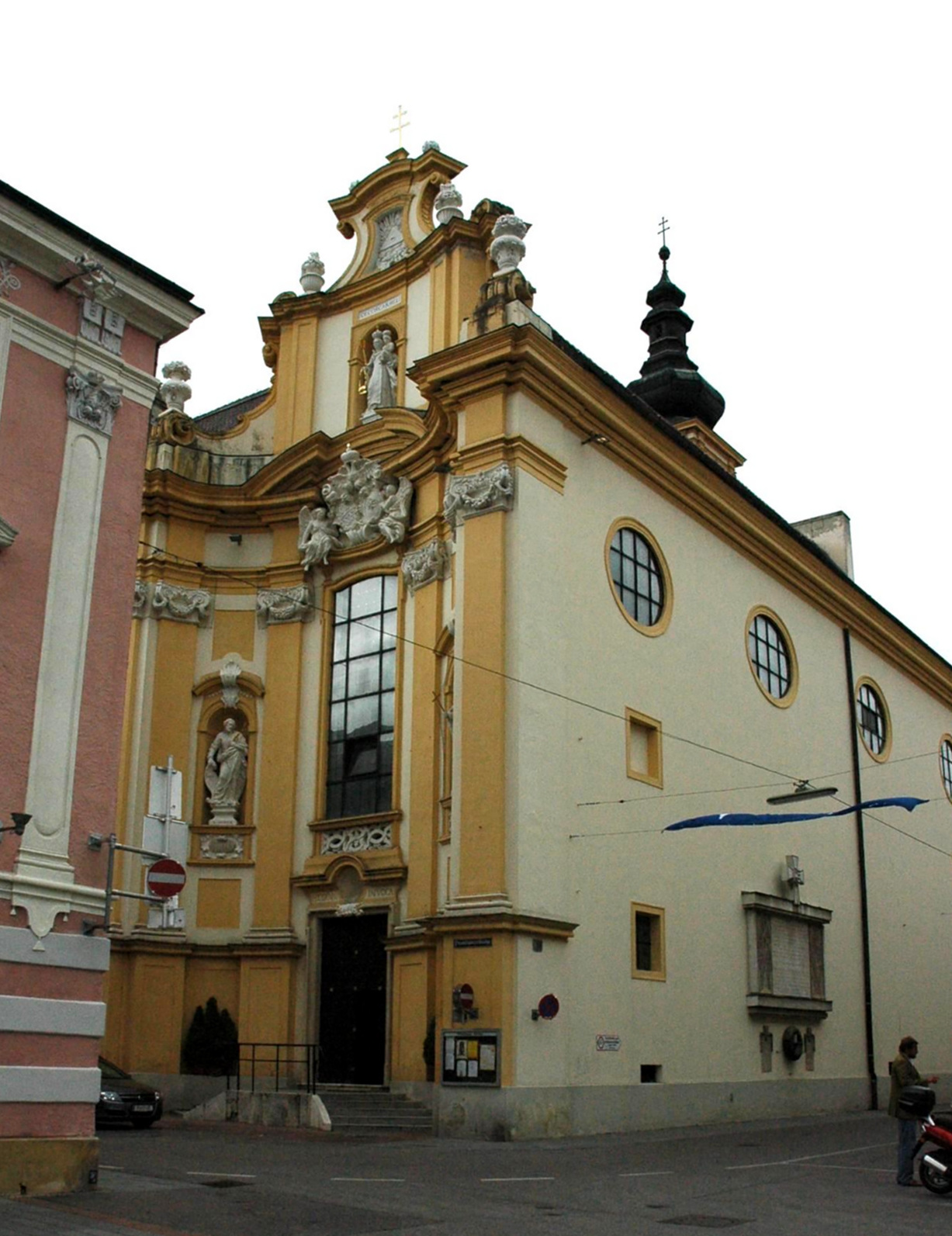
Prandtauerkirche am Rathausplatz in St. Pölten

Die Prandtauerkirche ist eine römisch-katholische Rektoratskirche in St. Pölten in Niederösterreich. Die dem Patrozinium Unserer Liebe Frau auf dem Berge Karmel unterstellte Kirche gehört zum Dekanat St. Pölten der Diözese St. Pölten. Die ehemalige Klosterkirche eines Karmelitinnenklosters steht unter Denkmalschutz (Listeneintrag).

## Geschichte
Die Gründung eines Klosters Unbeschuhter Karmelitinnen samt Bau einer zugehörigen Kirche ist der Wohltätigkeit von Maria Antonia Josepha Fürstin von Montecuccoli, geb. Colloredo (1672–1738), zu verdanken. Sie war kinderlos verwitwet (nach Leopold Philipp von Montecuccoli) und besiegelte mit Stiftsbrief vom 8. April 1707 die reichdotierte Stiftung.

Der Bau begann 1707/1708 nach den Plänen des Ordensarchitekten der Karmeliten, Martin Witwer. Wohl auf Intervention des Kaiserhauses erfolgte mit dem Bildhauer und Baumeister Matthias Steinl eine hochbarocke Überarbeitung der Pläne. Die Bauleitung wurde dem Barockbaumeister Jakob Prandtauer übertragen. Am 9. April 1712 wurde die erste Kirche, provisorisch mit drei hölzernen Behelfsaltären ausgestattet, durch den Prälaten des St. Pöltner Chorherrenstiftes benediziert. Tags darauf betraten im feierlichen Zug die Karmelitinnen das neu erbaute Kloster. Die Vollendung der Kirche mit Einbau eines Steinaltares erfolgte erst in den Folgejahren und erst am 10. Juni 1725 wurde die Kirche durch den Fürstbischof von Passau feierlich eingeweiht. Entsprechend ihrer testamentarischen Verfügung wurde die Fürstin Stifterin bei ihrem Tod im Jahre 1738 in der Krypta beigesetzt.

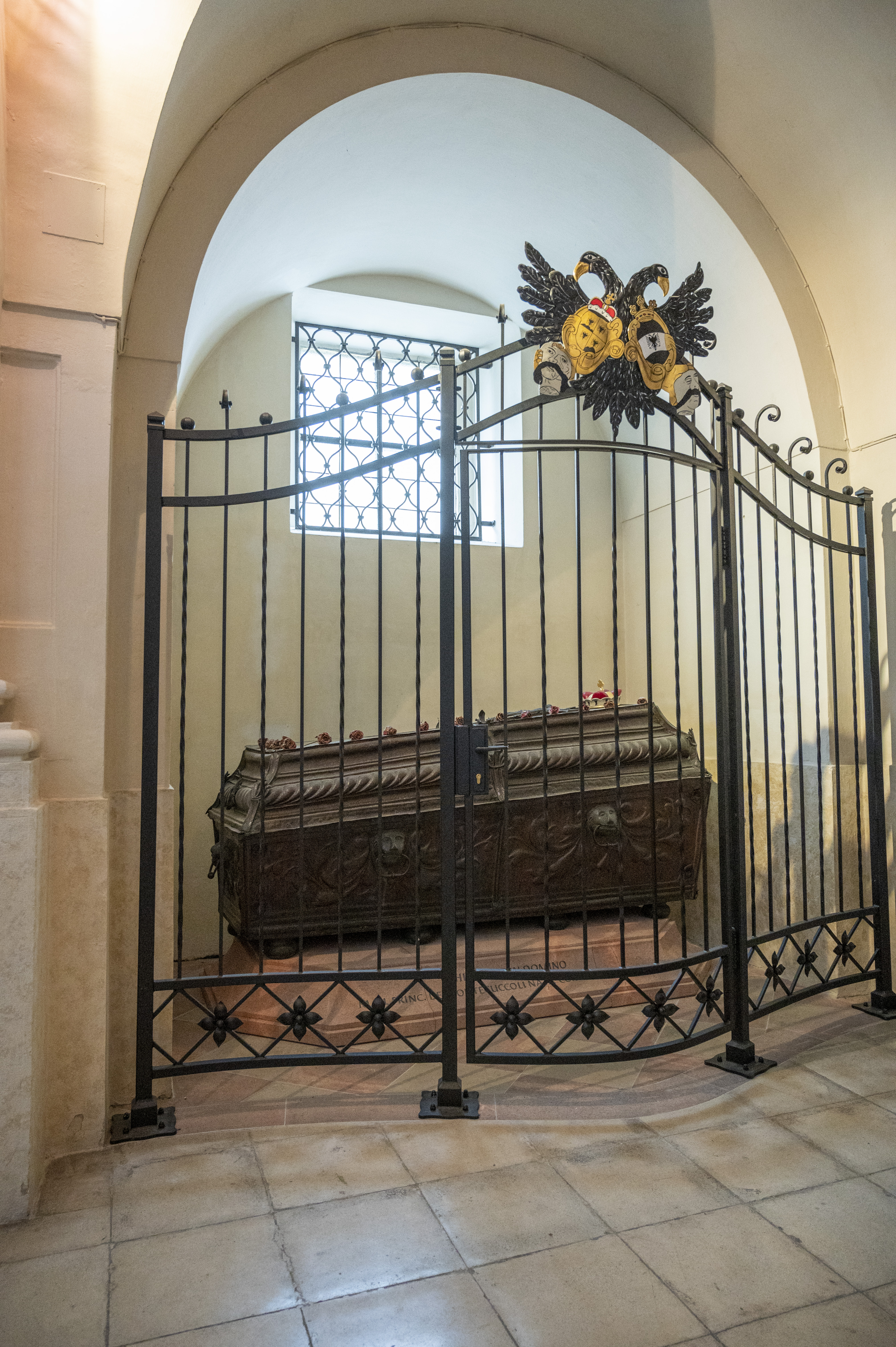
Sarg der Fürstin Maria Antonia Josepha Montecuccoli

1782 wurden Kloster und Kirche aufgehoben und 1784 auch rechtsförmlich profaniert. Die Inneneinrichtung wurde teils in ein Wiener Depot gebracht, teils verschenkt, teils versteigert, teils an ärmere oder neugegründete josephinische Pfarren abgegeben. Der Hauptaltar kam in die Pfarrkirche Tulln – St. Stephan, wo er sich heute noch befindet. Der Sarg der Fürstin Montecuccoli wurde in die Schlosskapelle von Walpersdorf transferiert. Das Klostergebäude diente bis 1918 als Kaserne, seit 1922 als Sitz verschiedener städtischer Ämter. 1934 wurde mit dem Architekten Rudolf Wondracek der ursprüngliche Zustand der Kirche wiederhergestellt und diese 1935 neu konsekriert. Seither dient sie wieder katholischen Gottesdiensten. 1964 wurde das Kirchengebäude auch eigentumsrechtlich an die Diözese St. Pölten übertragen, das ehemalige Klostergebäude ist bis heute im städtischen Besitz und beherbergt unter anderem das Stadtmuseum St. Polten.
Auf Initiative des Kirchenrektorats und des „Fördervereins Kulturjuwel Prandtauerkirche“ wurde im Jahr 2017 der Sarg der Fürstin Montecuccoli, ihrem testamentarischen Willen entsprechend, von der Schlosskapelle Walpersdorf wieder in die Prandtauerkirche rückübertragen und in einer Seitennische rechts hinter dem Haupteingang aufgestellt. Aus diesem Anlass wurde ein schmiedeeisernes Abtrennungsgitter neu angefertigt. 

## Außenarchitektur
Der nach Westen orientierte barocke Kirchenbau hat eine markant eingeschwungene Ostfront, welche die Südwestecke des Rathausplatzes der Stadt prägt. Über dem Fenster in der Mittelachse befinden sich am gesprengten Segmentgiebelbogen die von Fürstenhut und Doppeladler überragten Wappen der Stifterin (Montecuccoli und Colloredo), welche von zwei Engeln seitlich gehalten werden. Darüber folgt ein Geschoß mit der Statue der Kirchenpatronin Maria vom Berge Karmel. Die Kirche gliedert sich in Eingangsjoch (mit der 1934 wieder eingebauten Orgelempore), zweijochiges Kirchenschiff mit gegen Chor und Empore hin abgerundeten Ecken und quadratischen Chorraum. Das Gewölbe ist ein durch Gurtbögen gegliedertes Tonnengewölbe, das auf kräftig dimensionierten Wandpfeilern aufruht. An der Nordfassade wurde 1936 das Ehrenmal des in St. Pölten domizilierten Infanterieregiments Nr. 49 „Freiherr von Hess“ appliziert.

## Kircheninneres und Ausstattung

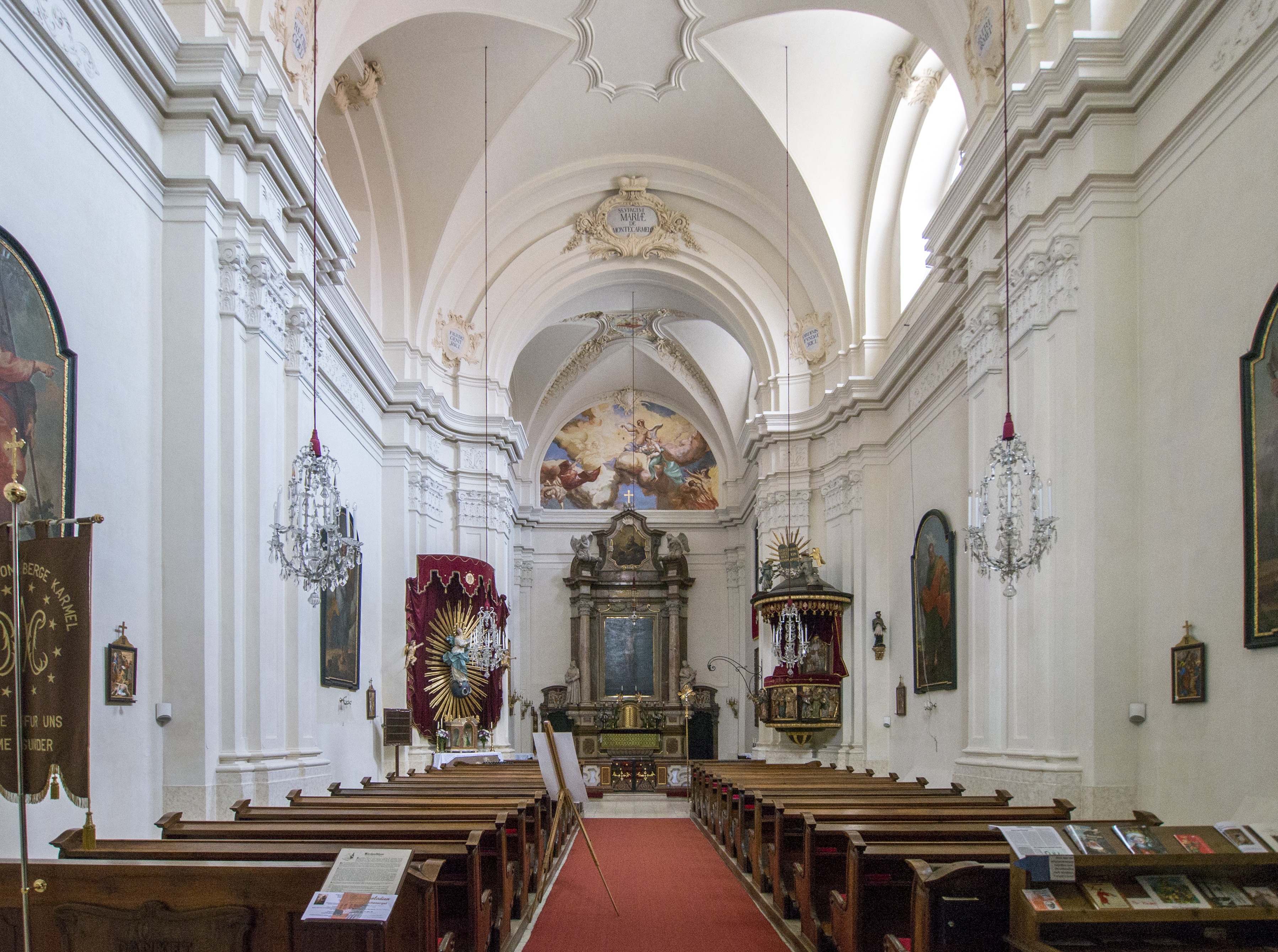
Der Innenraum der Kirche

Der Hochaltar als Säulenretabel, gebaut mit Johann Lucas von Hildebrandt (1712), wurde 1961 aus dem Schloss Harrach in Aschach (Oberösterreich) hierher übertragen. Das Altarblatt mit der Kreuzigung Christi aus der ersten Hälfte des 17. Jahrhunderts malte vermutlich Giuseppe Ribera, das Auszugsbild Gottvaters mit Heilig-Geist-Taube wurde von Johann Georg Schmidt (1721) gemalt. Die Inschrifttafel nennt Franciscus Antonius Harrach, Fürst Erzbischof von Salzburg. Die neobarocke Kanzel trägt Brüstungsfiguren der Evangelisten und Apostel von M. Reitstätter-Bolldorf und Adolf Treberer-Treberpurg (1949). Eine Statue der Maria Immaculata entstand in der ersten Hälfte des 18. Jahrhunderts. Vier barocke Apostelbilder zeigen die Apostel Petrus, Judas Thaddäus, Paulus und Matthäus.
Bis 2007 befand sich im Altarraum ein von den Künstlern Manfred Stader und Edgar Müller in Anlehnung an den barocken Stil gemaltes Wandbild, das die damaligen weltlichen und geistlichen Repräsentanten Bundeskanzler Engelbert Dollfuß, Julius Raab und Bischof Michael Memelauer darstellt, aus Dankbarkeit für die Rückgabe der Kirche im Jahre 1934. Insbesondere die Darstellung Dollfuß’ sorgte für heftige Diskussionen. Bischof Klaus Küng ließ darauf das Bild entfernen. Es wurde im Jahr 2009 durch eine neue Altarwandgestaltung ersetzt. Das neue Bild in Freskotechnik fertigte Andreas Gamerith an, es zeigt das Karmelskapulier. Darüber hinaus wurde die Altarwand in Stuck gegliedert. 
Das Kircheninnere ist in seiner Gesamtheit geprägt von den baulichen Brüchen in seiner Geschichte, es fehlt ihm eine geschlossene Harmonie zwischen Architektur und Einrichtung. Mit der erhaltenen Baugestalt des frühen Barocks mischen sich Ausschmückungen im Stil der Jahre nach 1934. Insbesondere der aus der Schlosskapelle Aschach herangeschaffte Hochaltar ist wesentlich kleiner als der ursprüngliche Hochaltar und füllt das Presbyterium nicht mehr in der ursprünglichen Weise. Bei den Anschaffungen ab den 1990er Jahren bemühte man sich um eine stärkere Anpassung an die barocke Architektur.
Die Kirche hat bis heute keine Glocken (mehr), sondern nur eine elektronische Läutanlage mit Glockenspiel.

### Seliger-Kaiser-Karl-Kapelle

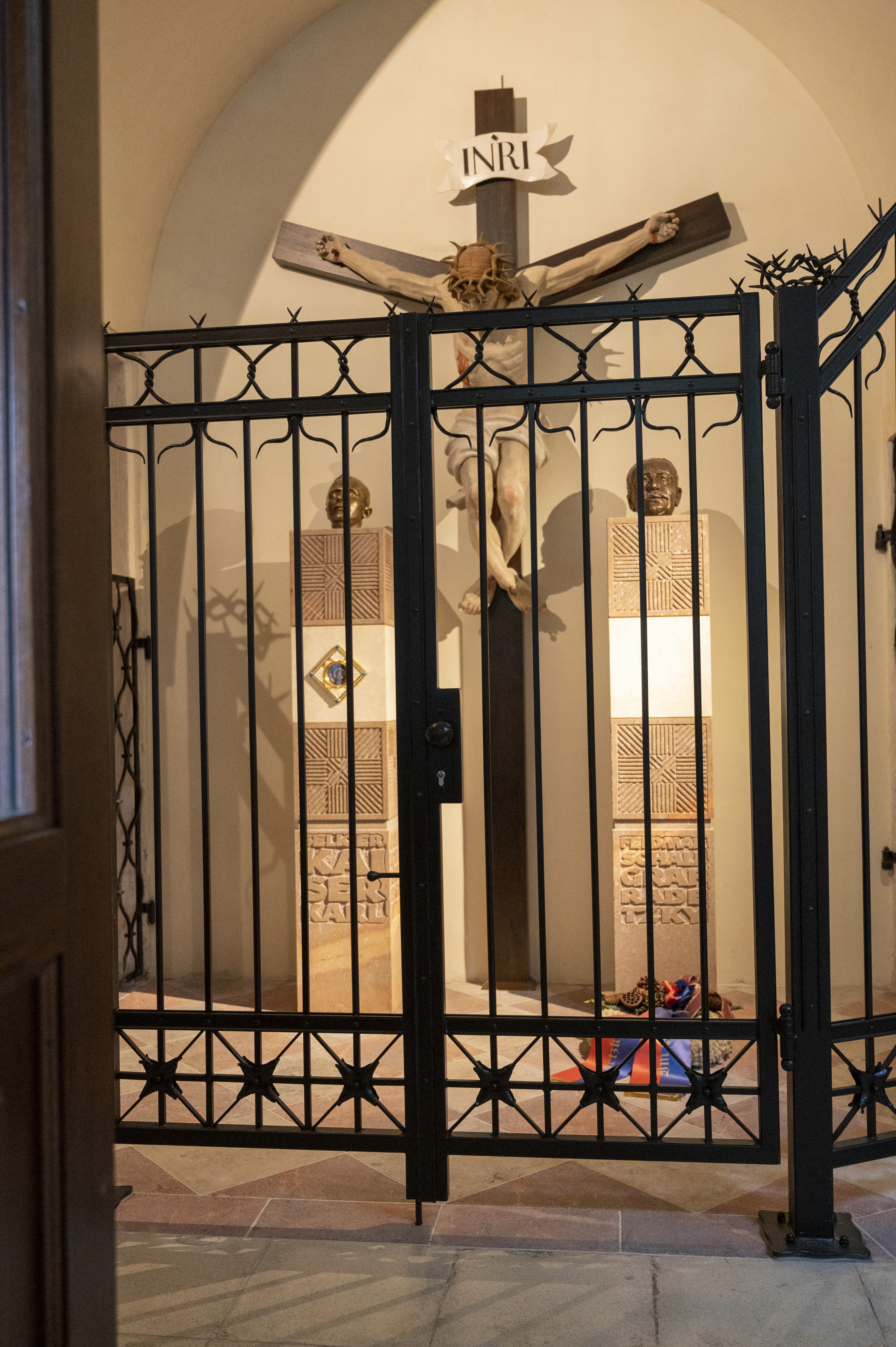
Seliger-Kaiser-Karl-Kapelle

Im Jahr 2019 wurde eine Seitennische der Kirche als Kapelle für den am 3. Oktober 2004 selig gesprochenen Karl I. (Österreich-Ungarn) nach einem Gesamtentwurf von Markus Heinel eingerichtet. Die Kapelle ist in modernem Art-déco-Stil gestaltet, wie er zur Zeit des Todes des Seligen (1922) üblich war. Die Ausstattung besteht aus einer Art Kreuzigungsgruppe mit einem überlebensgroßen Heiland in der Mitte (geschaffen in Tirol um 1950), welcher von zwei Steinstelen eingerahmt wird. Die Basis der Stelen ist aus rotem Porphyr gefertigt mit einem Aufsatz aus weißem Jurakalk und neuerlich roter Porphyr mit einer Art-déco-Musterung in Kreuzesform, sodass die österreichische Rot-Weiß-Rot-Flagge angedeutet wird.
- Die Stele links ist dem Seligen Kaiser Karl I. gewidmet und wird von einem Abguss seiner Totenmaske bekrönt. In ihrem Inneren wird eine Reliquie des Seligen verwahrt. Die Basisinschrift lautet:

SELIGER KAISER KARL

IN DER VERBANNUNG GESTORBEN

NAHE DURCH DIE FÜRBITTE AN GOTTES THRON
- Die Stele rechts ist das Denkmal der Verstorbenen des Radetzkyordens und so dem österreichischen Feldherrn Josef Wenzel Radetzky von Radetz zugeeignet. Die Basisinschrift lautet

FELDMARSCHALL GRAF RADETZKY

IN DEINEM LAGER WAR ÖSTERREICH

SCHÜTZER SEINER HEIMAT
Der Fußboden der Kapelle ist im Wechsel von Porphyr und Jurakalkstein gestaltet. Ein ebenfalls im Art-déco-Stil gestaltetes schmiedeeisernes Abschlussgitter, das die Dornenkrone gestalterisch als Hauptelement darstellt, schließt die Kapelle zum Kirchenraum ab.

### Orgeln
Bis 2010 stand eine einmanualige, in den 1970er Jahren auf zwei Manuale und 13 Register erweiterte Orgel, die 1938 aus der damals abgerissenen Dorfkirche Großpoppen nach St. Pölten gebracht wurde, in einer akustisch ungünstigen Seitennische auf der Empore der Prandtauerkirche. Die Orgel war mechanisch und klanglich unbefriedigend sowie für den Raum zu klein. Sie musste der jetzigen Orgel, welche die gesamte Breite der Empore ausnutzt, Platz machen. Zur Vorbereitung des Einbaus des aktuellen Orgelwerks war eine Verstärkung der Empore mit Stahlträgern erforderlich.

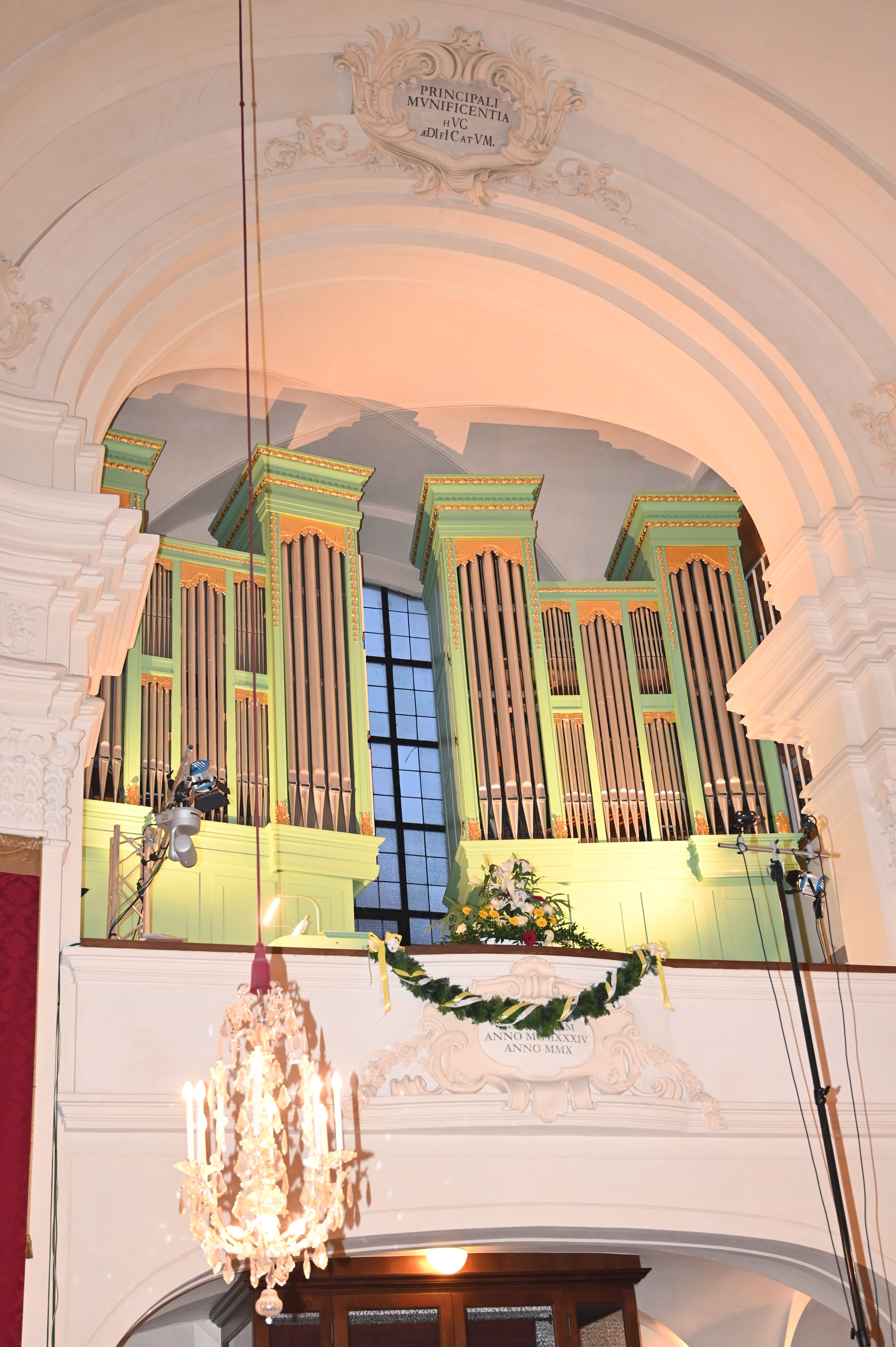
Orgel der Prandtauerkirche (2020)

Dieses geht auf ein Instrument, das 1904 von dem Orgelbauer Franz Capek (Krems) erbaut worden war, zurück. Das spätromantische Instrument stand bis 2011 in der Franziskanerkirche (St. Pölten); es war mit 20 Registern auf zwei Manualen und Pedal erbaut worden. 1939 erweiterte der Orgelbauer Ferdinand Molzer der Jüngere das Instrument um 3 Register. 2012 wurde das Orgelwerk mit seiner elektropneumatischen Traktur – allerdings ohne das barocke Gehäuse – in die Prandtauerkirche übertragen. Als Ersatz für das in der Franziskanerkirche zurückgelassene Altgehäuse wurde in Zusammenarbeit mit dem Bundesdenkmalamt 2011 ein stilangepasstes neues Gehäuse geschaffen und das Orgelwerk ab 2013 durch die Fa. W. Sauer Orgelbau Frankfurt (Oder) als Opus 2277 weiter ausgebaut: dritte Erweiterung 2014, 40 (41 m. Tr.), II/P, 2750 Pfeifen, vierte Erweiterung bis 2020, 55 (63 m. Tr.) III/P. Die „Fürstin-Montecuccoli-Orgel“ genannte Orgel ist mit 3801 klingenden Pfeifen und einem dreimanualigen, 2019 erbauten Spieltisch eine der größten Niederösterreichs. Die Schwellwerke befindet sich an den Seiten des Hauptgehäuses, mit der Front senkrecht zum Prospekt angeordnet, hinter den die Empore stützenden Säulen, das Hauptwerk ist im rechten Hauptgehäuse untergebracht. Sauer baute zudem 19 aufbereitete, von 1923 stammende Zink-Prospektpfeifen aus der Walcker-Orgel der Votivkirche Wien in die St. Pöltener Orgel ein.
| I Hauptwerk C–g3 |               |        |
| 01.              | Prinzipal     | 16′    |
| 02.              | Bourdon       | 16′    |
| 03.              | Prinzipal     | 08′    |
| 04.              | Tibia         | 08′    |
| 05.              | Gambe         | 08′    |
| 06.              | Gemshorn      | 08′    |
| 07.              | Oktav         | 04′    |
| 08.              | Flöte         | 04′    |
| 09.              | Dolce         | 04′    |
| 10.              | Hohlquinte    | 02 ⁄3′ |
| 11.              | Oktav         | 02′    |
| 12.              | Waldflöte     | 02′    |
| 13.              | Kornett III-V |        |
| 14.              | Mixtur V      |        |
| 15.              | Scharff IV    |        |

| II Schwellwerk C–g3 |                    |         |
| 16.                 | Gedackt (= Nr. 34) | 16′     |
| 17.                 | Prinzipal          | 08′     |
| 18.                 | Hohlflöte          | 08′     |
| 19.                 | Salizional         | 08′     |
| 20.                 | Quintatön          | 08′     |
| 21.                 | Aeoline            | 08′     |
| 22.                 | Vox Coelestis      | 08′     |
| 23.                 | Fugara             | 04′     |
| 24.                 | Traversflöte       | 04′     |
| 25.                 | Spitzquint         | 02 ⁄3′  |
| 26.                 | Oktav              | 02′     |
| 27.                 | Nachthorn          | 02′     |
| 28.                 | Terzflöte          | 01 3⁄5′ |
| 29.                 | Glöcklein          | 01′     |
| 30.                 | Mixtur III         |         |
| 31.                 | Zimbel II          |         |
| 32.                 | Trompete           | 08′     |
| 33.                 | Oboe               | 08′     |
|                     | Tremulant          |         |

| III Schwellwerk C–g3 |                       |        |
| 34.                  | Lieblich Gedackt      | 16′    |
| 35.                  | Prinzipal amabile     | 08′    |
| 36.                  | Konzertflöte          | 08′    |
| 37.                  | Dolce                 | 08′    |
| 38.                  | Unda maris            | 08′    |
| 39.                  | Praestant             | 04′    |
| 40.                  | Fernflöte             | 04′    |
| 41.                  | Flautino              | 02′    |
| 42.                  | Quinte                | 01 ⁄3′ |
| 43.                  | Sifflöte              | 01′    |
| 44.                  | Rauschquinte II       |        |
| 45.                  | Harmonia aetheria III |        |
| 46.                  | Basson                | 16′    |
| 47.                  | Trompette harmonique  | 08′    |
| 48.                  | Englisch Horn         | 04′    |
|                      | Tremulant             |        |

| Pedalwerk C–f1 |                            |     |
| 49.            | Principal (= Nr. 1)        | 16′ |
| 50.            | Violon                     | 16′ |
| 51.            | Subbass                    | 16′ |
| 52.            | Bordun                     | 16′ |
| 53.            | Echobass (= Nr. 34)        | 16′ |
| 54.            | Oktavbass                  | 08′ |
| 55.            | Prinzipalbass (= Nr. 35)   | 08′ |
| 56.            | Dulciana (= Nr. 37)        | 08′ |
| 57.            | Choralbass                 | 04′ |
| 58.            | Rauschquinte II (= Nr. 44) |     |
| 59.            | Posaune                    | 16′ |
| 60.            | Fagott (= Nr. 46)          | 16′ |
| 61.            | Trompete (= Nr. 47)        | 08′ |
| 62.            | Klarine                    | 04′ |
| 63.            | Singend Kornett            | 02′ |
|                | Tremulant                  |     |

- Koppeln
  - Normalkoppeln: II-I, III-I, III-II, III-P, II-P, I-P